# Morze Beringa
Morze Beringa – obszar wodny położony w północnej części Oceanu Spokojnego o powierzchni ok. 2 mln km². Od północy i wschodu graniczy z Alaską, na zachodzie z Syberią, a na południu jego granice wyznacza łuk wyspowy tworzony przez Aleuty. Morze Beringa otrzymało nazwę na cześć Vitusa Beringa, duńskiego komandora w służbie rosyjskiej, który je odkrył i opisał.
W czasie ostatniej epoki lodowcowej poziom morza był na tyle niski, że umożliwił migrację zarówno ludziom, jak i zwierzętom z Azji do Ameryki Północnej suchą stopą poprzez ląd Beringii, który jest obecnie dnem morza w okolicy Cieśniny Beringa.
Na Morzu Beringa znajdują się m.in. Wyspy Komandorskie, Wyspy Punuk i Wyspy Pribyłowa.